# Daniela Kicker
Daniela Kicker (* 1978 in Regensburg) ist eine deutsche Sportkeglerin. Sie tritt für Victoria Bamberg an.

## Leben
Daniela Kicker kam durch ihre Eltern zum Kegelsport und hat bereits 1987 damit begonnen.
Sie ist Betriebswirtin, arbeitet in einem Sportfachgeschäft in Bamberg und lebt in Stegaurach.
Ihr Werdegang startete beim TSV Pfaffenberg, seit 1996 spielt sie für den SKC 1947 Victoria Bamberg. Mittlerweile ist sie Co-Trainerin der deutschen Kegelnationalmannschaft der Frauen sowie Trainerin der weiblichen U-23 Mannschaft.
Bei der Kommunalwahl in Bamberg ist sie für die CSU angetreten. Im Endergebnis erreichte sie den 27. Platz mit 5054 Stimmen, damit hat es nicht für den Stadtrat gereicht.

## Erfolge
- Deutsche Meisterschaft: 34× Gold, 5× Silber
- Champions League: 9× Gold
- Weltmeisterschaft: 14× Gold, 6× Silber, 3× Bronze
- Weltpokal: 8× Gold
- DKBC-Sportlerin des Jahres: 2009 und 2011

## Weblink
- Spielerporträt von Daniela Kicker auf skcvictoria.de (PDF; 169 kB)